# STS–56

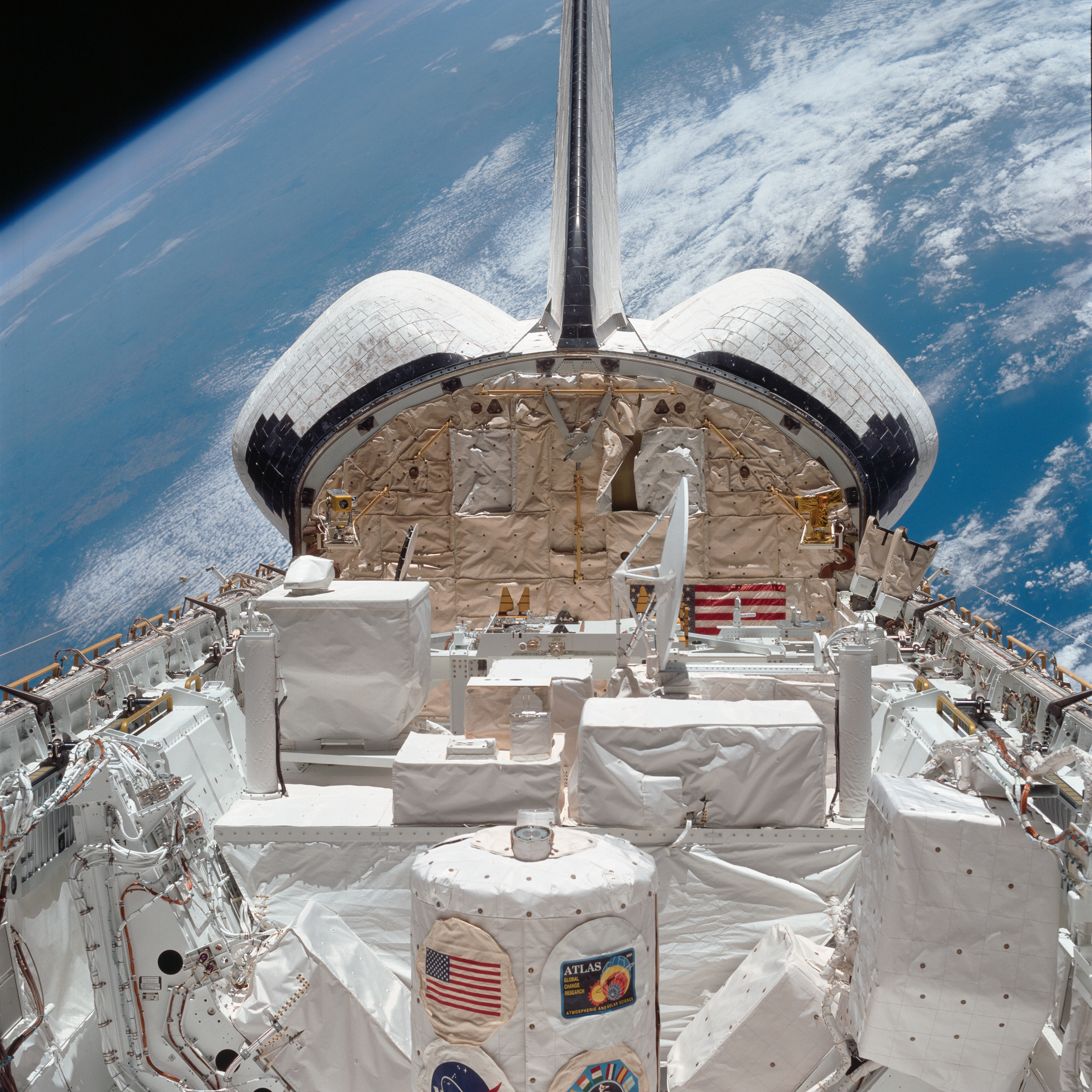
Az ATLAS–2 a Discovery rakterében

Az STS–56 az amerikai űrrepülőgép-program 54., a Discovery űrrepülőgép 16. repülése.

## Jellemzői
A beépített kanadai Canadarm (RMS) manipulátorkar 50 méter kinyúlást biztosított (műholdak indítás/elfogása, külső munkák [kutatás, szerelések], hővédőpajzs külső ellenőrzése) a műszaki feladatok teljesítéséhez.

### Első nap
1993. április 8-án a szilárd hajtóanyagú gyorsítórakéták, Solid Rocket Booster (SRB) segítségével Floridából, a Cape Canaveral (KSC) Kennedy Űrközpontból, a LC39–B (LC–Launch Complex) jelű indítóállványról emelkedett a magasba. Orbitális pályája 90,4 perces, 57 fokos hajlásszögű, elliptikus pálya-perigeuma 291 kilométer, apogeuma 299 kilométer volt. Felszálló tömeg indításkor 107 346 kilogramm, leszálló tömeg 93 683 kilogramm. Szállított hasznos teher 7026 kilogramm.

## Hasznos teher
1. Shuttle Amateur Radio Experiment (SAREX) – rádióamatőr kísérleteket végeztek. Kapcsolatot létesítettek a Mir űrállomással, több iskolával, a Föld számos rádióamatőrével.
2. Radiation Monitoring Equipment-III (RME-III) – ionizáló sugárzás mérése (gamma, elektron, neutron és proton sugárzás).
3. Environmental System (HERCULES) – egy módosított Nikon fényképezőgép térinformatikát alkalmaz, a földi tájékozódás érdekében (meghatározta, hogy valós időben, szélességi és hosszúsági pont megadásával mi látható a Földön, két tengeri mérföldön belül). Föld-megfigyelési rendszer katonai, környezeti, oceanográfiai és meteorológiai alkalmazásokhoz.
4. Air Force Maui Optical Site (AMOS) – radar- és optikai megfigyelések elősegítése, a földi egységek kalibrálásának biztosítása
5. Commercial MDA ITA Experiments (CMIX–2) – kereskedelmi megrendelésre több mint 30 orvostudományi vizsgálatot végeztek a mikrogravitációs laboratórium segítségével. Az MDA Minilab mintegy 100 folyadékkeveréket állított össze.
6. Space Tissue Loss-3 (STL-3) – orvosbiológiai kísérletek az űrhajósokat érő változások további pontosítására, elősegítve a regenerációs folyamatokat.
7. Physiological and Anatomical Rodent Experiment (PARE.03) – kétféle (PARE.03A és PARE.03B) patkánykísérlet (csont- és izomváz-kísérletek).

### Műhold
A tehertérben rögzített kommunikációs műholdakat a Canadarm (RMS) manipulátorkar segítségével pályairányba állították. Ezt követően az űrrepülőgép 13-16 kilométerre eltávolodott. A műholdakat a 60 perc múlva, automatikusan induló PAM–D főmotor sikeresen geoszinkron pályára emelte.

#### ATLAS–2
A NASA tudományos programjának keretében a Föld felső légkörének tudományos vizsgálatát segítő űrlaboratórium – Atmospheric Laboratory for Applications and Science-2 (ATLAS–2). A program első tagja ATLAS–1 az STS–45 űrrepülőgépen szolgált. A következő ATLAS–3 szolgálatra az STS–66 fedélzetén került sor.
Feladata adatok gyűjtése a napenergia hatásának vizsgálatához, a Föld felső légkörében történő ózonréteg-változásra. A vizsgálati műszerek az űrrepülőgép rakterében, a Spacelab laboratóriumban voltak elhelyezve:
1. Atmospheric Trace Molecule Spectroscopy (ATMOS) – Trace molekula-spektroszkóp,
2. Millimeter Wave Atmospheric Sounder (MAS) – milliméter hullámhosszúságú légköri mérés,
3. Shuttle Solar Backscatter Ultraviolet/A (SSBUV/A) – ultraibolya tartományban működő műszer,
4. Solar Spectrum Measurement (SOLSPEC) – Nap színképelemző mérés,
5. Solar Ultraviolet Irradiance Monitor (SUSIM) – ultraibolya-besugárzást mérő műszer,
6. Active Cavity Radiometer (ACR) – üreges radiométer. A Föld energiaspektrumának mikrohullámú hullámhosszon való mérése.
7. Solar Constant (SOLCON) – Get Away Special – napállandó mérése.

#### SPARTAN–201

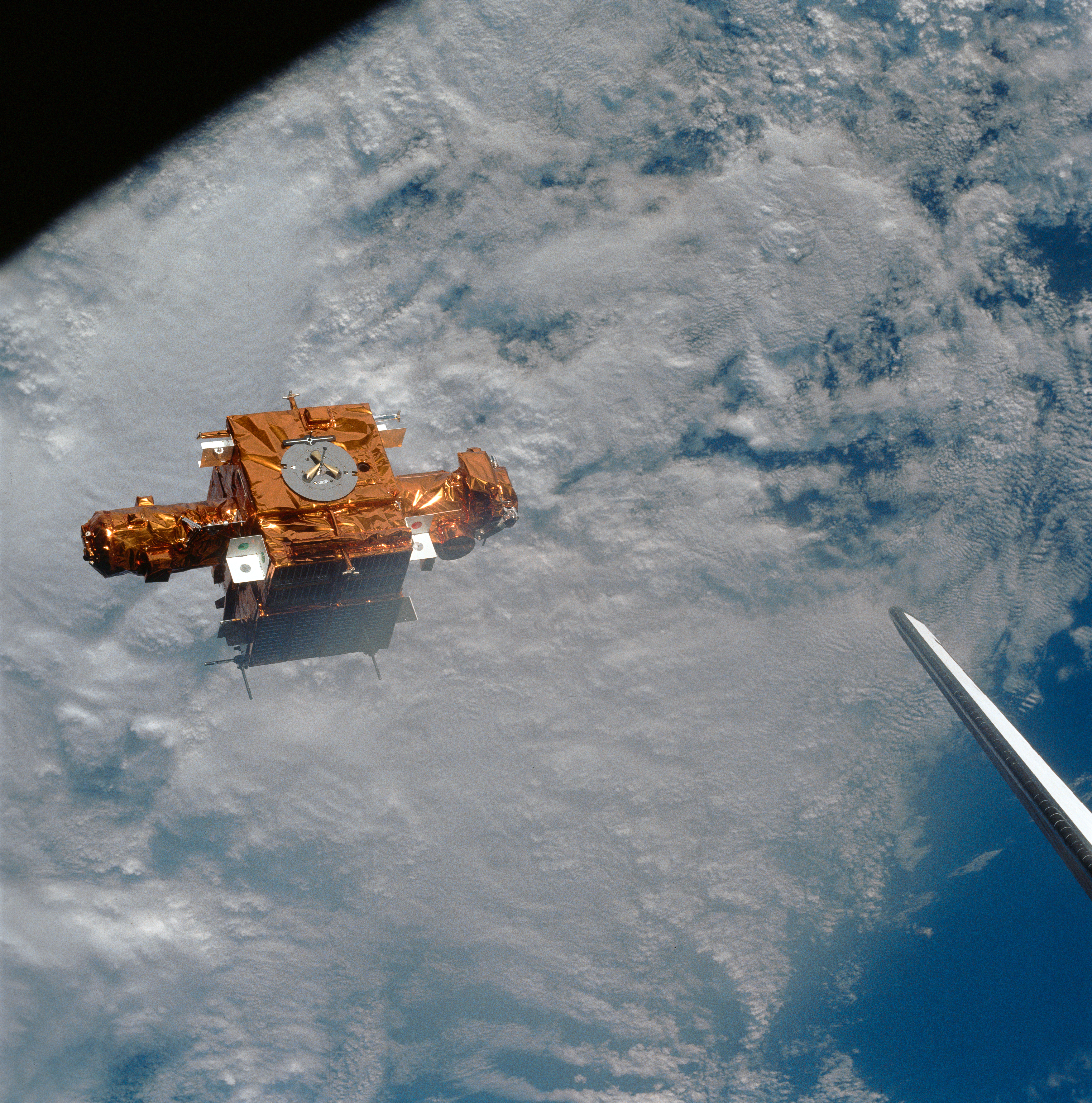
SPARTAN-201

Többször alkalmazható tudományos műhold. A műhold értéke 6 millió USD. Az első példány, a Spartan–1 (1985 – 048E) az  STS–51–G segítségével végezte feladatát, a második a Challenger-katasztrófa során megsemmisült. A következő, a Spartan–201–2  (1994 – 059B) 1994-ben indult el.
Megnevezései: Shuttle Pointed Autonomous Research Tool for Astronomy (SPARTAN–201–1);  SPARTAN–201–1 (1993-023B). Kódszáma SSC 22623.
Háromtengelyesen stabilizált, a stabilizálást kémiai fúvókák segítették. A küldetés 3. napján a platformot (zárt laboratórium) kihelyezték a világűrbe. A platform pályairányba állítását követően az űrrepülőgép 37 kilométerre eltávolodott. A műhold két napig önállóan végezte tudományos mérési tevékenységét. Az összegyűjtött adatokat nem továbbították a Földre, hanem a fedélzeten kb. 3 km hosszúságú szalagon tárolták. Kétnapos üzemideje alatt mérte a napszél sebességét és vizsgálta a napkoronát. Az orbitális egység pályája 90,42 perces, 57 fokos hajlásszögű, elliptikus pálya-perigeuma 292 kilométer, apogeuma 298 kilométer volt. Hasznos tömege 1288,9 kilogramm. A platformot az adatok kiértékelése céljából a küldetés végén befogva, visszahozták a Földre.

#### Kilencedik nap
1993. április 17-én a Kennedy Űrközponton (KSC), kiinduló bázisán szállt le. Összesen 9 napot, 6 órát, 8 percet töltött a világűrben. 6 202 407 kilométert repült, 148 alkalommal kerülte meg a Földet.

## Személyzet
(zárójelben a repülések száma az STS–56 küldetéssel együtt)
- Kenneth Cameron (2), parancsnok
- Stephen Oswald (2), pilóta
- Michael Colin Foale (2), küldetésfelelős
- Kenneth Cockrell (1), küldetésfelelős
- Ellen Ochoa (1), küldetésfelelős

### Visszatérő személyzet
- Kenneth Donald Cameron (2), parancsnok
- Stephen Scot Oswald (2), pilóta
- Michael Colin Foale (2), küldetésfelelős
- Kenneth Dale Cockrell (1), küldetésfelelős
- Ellen Ochoa (1), küldetésfelelős